# Sericosema incarnata
Sericosema incarnata är en fjärilsart som beskrevs av Barnes och Mcdunnough 1916. Sericosema incarnata ingår i släktet Sericosema och familjen mätare. Inga underarter finns listade i Catalogue of Life.